# スピッツ (犬)

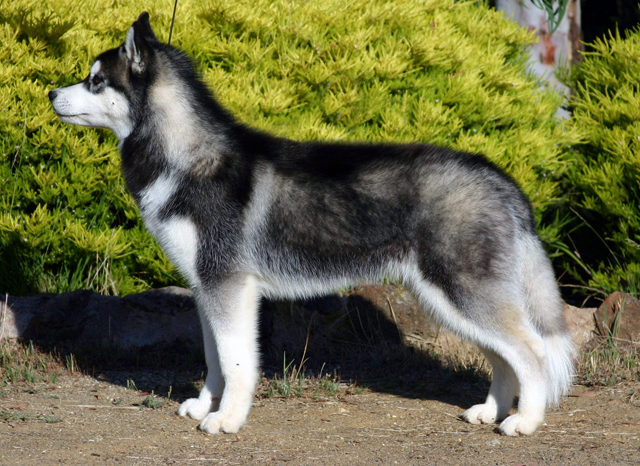
シベリアン・ハスキー

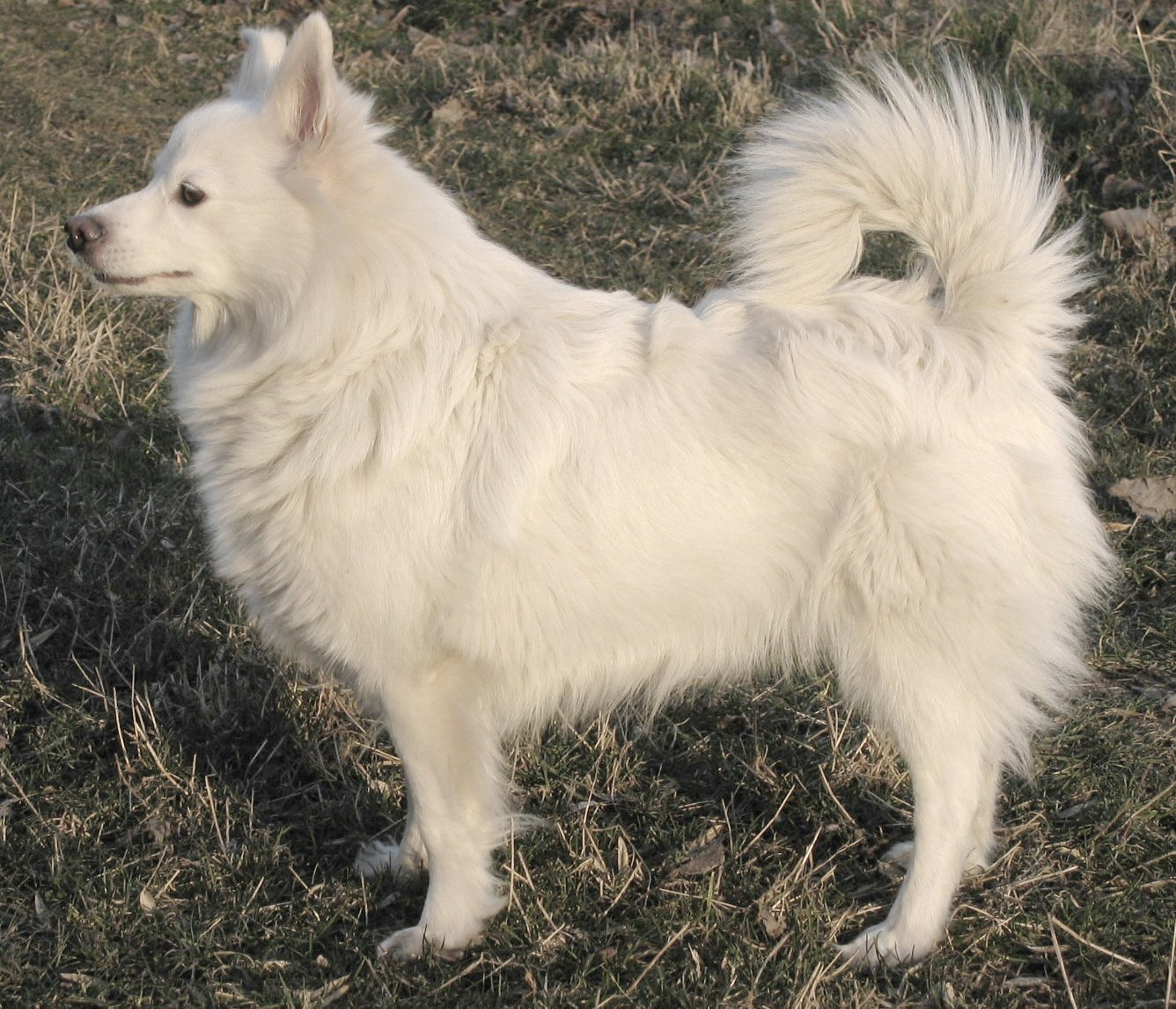
ジャーマン・スピッツ

スピッツ（独: Spitz）は、口吻がとがり、耳が立ったイヌの系統である。スピッツ（シュピッツ）とはドイツ語で「鋭利な、尖った」という意味である。国際畜犬連盟の犬の分類では、第5グループ「原始的な犬・スピッツ」に含まれる。日本語では特に日本スピッツを単に「スピッツ」と呼ぶことが多い。
遺伝子研究の成果により、シベリアン・ハスキーや柴犬、チャウチャウ等のスピッツの一部は、よりオオカミに近い形質を残す、原始的な犬と考えられている。日本の在来犬種はすべてスピッツ系である。一方、おなじくスピッツや原始的な犬に分類されているものでも、ジャーマン・スピッツやイビザン・ハウンド等のヨーロッパ原産の犬種や、ファラオ・ハウンド等は、より家畜化が進んだ犬種で、牧羊犬に近いという。なお、ジャーマン・シェパード・ドッグ等、立ち耳で尖ったマズルを持っていても、スピッツとは呼ばれない犬種もある。